# Genetyllis nana
Genetyllis nana är en ringmaskart som först beskrevs av de Saint Joseph 1908.  Genetyllis nana ingår i släktet Genetyllis och familjen Phyllodocidae. Inga underarter finns listade i Catalogue of Life.